# Тім Гекер (музикант)
Тім Гекер (англ. Tim Hecker) — канадський електронний музикант, продюсер, композитор і саунд-артист. Його творчість, що охоплює такі альбоми, як Harmony in Ultraviolet (2006), Ravedeath, 1972 (2011) і Virgins (2013), отримала широке визнання критиків. Він випустив одинадцять альбомів і низку мініальбомів, а також створив багато музичних композицій до фільмів і співпрацював з такими артистами, як Арка, Бен Фрост, Йоганн Йоганнссон, Даніел Лопатін і Ейдан Бейкер.

## Біографія

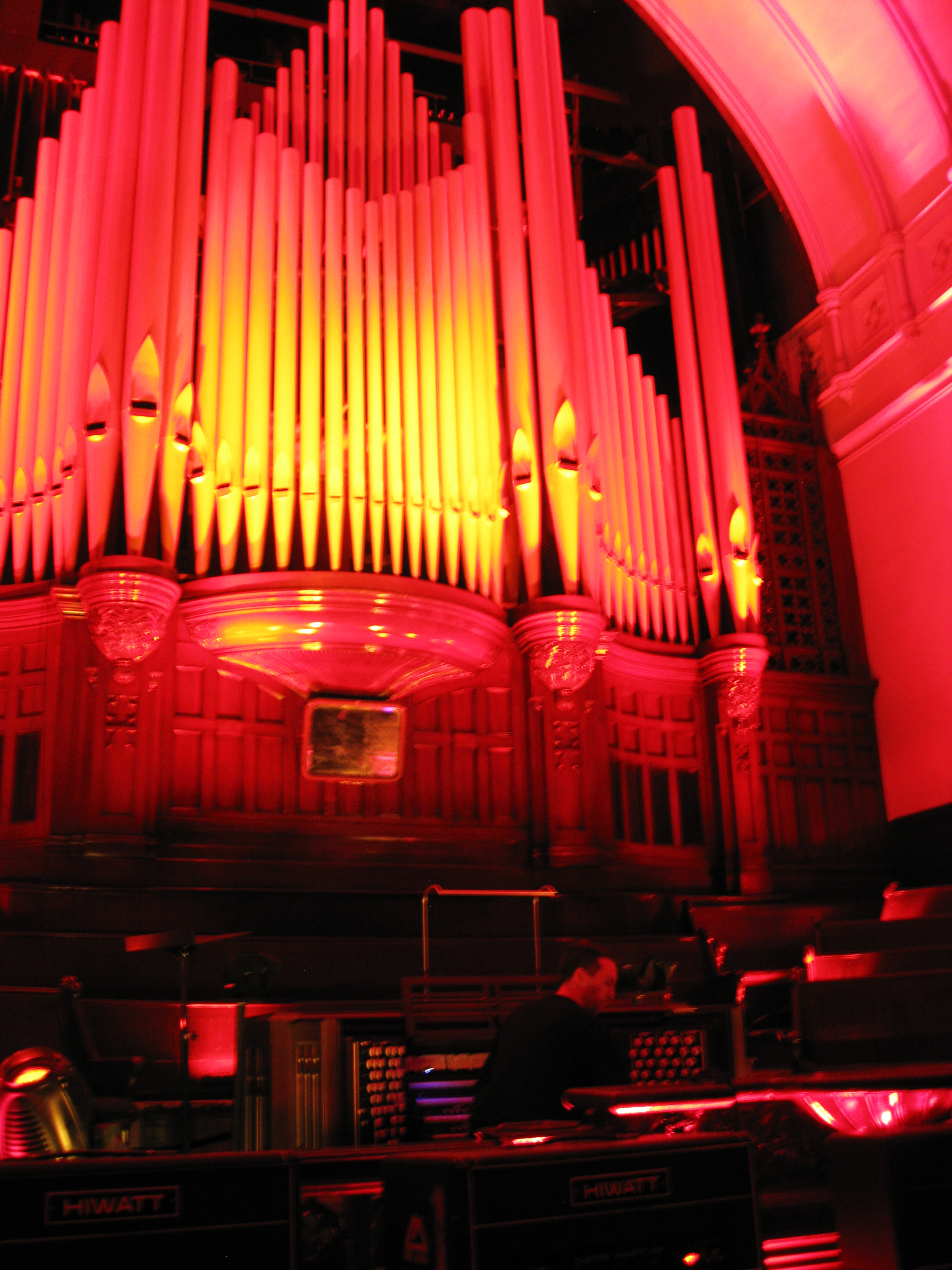
Гекер виступає на фестивалі Mutek Montréal у 2012 році.

Народився у Ванкувері, Британська Колумбія, Гекер — син двох викладачів мистецтва. У шкільні роки він грав у рок-гуртах з друзями, а потім придбав семплер і почав працювати над сольним матеріалом. 1998 року переїхав до Монреаля, Квебек, щоб навчатися в Університеті Конкордія і розвивати свої мистецькі інтереси. Спочатку виступав на міжнародному рівні як ді-джей і техно-продюсер під псевдонімом Jetone, під яким випустив три альбоми. 2001 року розчарувався в музичному напрямі проекту Jetone. У 2001 році Гекер випустив альбом Haunt Me, Haunt Me Do It Again, під власним ім'ям на лейблі Alien8. Після нього вийшли альбоми Radio Amor (2003) і Mirages (2004).
У 2006 році він перейшов до лейблу Kranky, де випустив свій четвертий альбом Harmony in Ultraviolet. Згодом він почав використовувати звуки органу, які були оброблені та спотворені цифровим способом. Альбом був названий 9-м найкращим ембієнт-альбомом усіх часів за версією Pitchfork. Для альбому Ravedeath, 1972 Гекер вирушив до Ісландії, де разом з Беном Фростом записав частину музики в церкві. Ravedeath, 1972 був нагороджений премією Juno Awards як електронний альбом року. У листопаді 2010 року лейбл Alien8 перевидав дебютний альбом Гекера на вінілі. На живих виступах він використовує імпровізації, обробляючи звуки органа, якими можна керувати, і при цьому дуже сильно змінювати гучність.
У 2012 році Гекер співпрацював з Даніелем Лопатіним (який також записується під псевдонімом Oneohtrix Point Never) над імпровізаційним проєктом, який став альбомом Instrumental Tourist (2012). Після альбому Virgins 2013 року Гекер повернувся до Рейк'явіка, Ісландія, на сесії у 2014 та 2015 роках, щоб створити те, що згодом стало альбомом Love Streams. Серед співавторів — Бен Фрост, Йоганн Йоганнссон, Кара-Ліс Ковердейл і Грімур Хельгасон, а хорові твори XV століття Жоскена Депре лягли в основу альбому. У лютому 2016 року було оголошено, що Гекер приєднався до лейблу 4AD, а альбом Love Streams вийшов у квітні того ж року. Гекер зізнавався, що під час його створення думав про такі ідеї, як «літургійна естетика після Yeezus» та «трансцендентний голос в епоху автотюну».
Окрім гастролей з Godspeed You! Black Emperor і Sigur Rós та записів з такими групами, як Fly Pan Am, Гекер також співпрацював з Аркою та Ейденом Бейкером. Він також робив ремікси для інших виконавців, зокрема Еллен Аллієн, Джона Кейла, Isis та Interpol.

## Особисте життя
Гекер продовжував професійну кар'єру поза музикою і працював політичним аналітиком в уряді Канади на початку 2000-х. Після звільнення з роботи в 2006 році він вступив до Університету Макгілла, щоб здобути ступінь доктора філософії, захистивши дисертацію про міський шум, яка була опублікована в 2014 році. Він також працював там викладачем звукової культури на кафедрі історії мистецтв і комунікацій.

## Дискографія

### Тім Гекер

#### Альбоми
- Haunt Me, Haunt Me Do It Again (2001)
- Radio Amor (2003)
- Mirages (2004)
- Harmony in Ultraviolet (2006)
- An Imaginary Country (2009)
- Ravedeath, 1972 (2011)
- Virgins (2013)
- Love Streams (2016)
- Konoyo (2018)
- Anoyo (2019)[32]
- The North Water (Original Score) (2021)[33]
- Infinity Pool (Original Motion Picture Soundtrack) (2023)
- No Highs (2023)[34]

#### Мініальбоми та інше
- Trade Winds, White Noise (2002)
- My Love Is Rotten to the Core (2002)
- Radio Marti / Radio Havana (2004)
- Mort Aux Vaches (2005)
- Pareidolia (2006)
- Norberg (2007)
- Atlas (2007)
- Apondalifa (2010)
- Dropped Pianos (2011)

#### Співпраця
- Random_Inc Meets Tim Hecker in Musrara з Random_Inc (2002)
- Fantasma Parastasie з Ейданом Бейкером (Nadja) (2008)
- Archer on the Beach з Деном Бежаром (Destroyer) (2010)
- Instrumental Tourist з Даніелем Леопатіним (Oneohtrix Point Never) (2012)
- Qalaq з Jerusalem In My Heart (2021)

### Як Jetone[35]
- Autumnumonia (2000)
- Ultramarin (2001)
- Sundown (2006)

### Інше
- Мітчелл Акіяма — «Temporary Music» (2002)
- Désormais — «Climate Variations» (2002)
- Гіслен Пуар'є — «Sous Le Manguier» (2002)
- Tennis — «Self-Heal Mishap» (Undertaker Mix) (2003)
- Isis — «Carry» (2004)
- Isis — «Carry» (Tim Hecker Remix Second Version) (2004)
- Ris Paul Ric — «Purple Blaze» (2005)
- TV Pow — «Whiteout» (2005)
- Ensemble — «Disown, Delete» (2006)
- Lesbians on Ecstasy — «We Know You Know» (2007)
- Колін Стетсон — «Time Is Advancing With Fitful Irregularity White Pulse Mix» (2009)
- Bell Orchestre — «Water / Light / Shifts» (Remix) (2009)
- Genghis Tron — «Board Up the House» (Tim Hecker Remix) (2009)
- Еллен Аллієн — «Sun the Rain» (Tim Hecker Remix) (2011)
- Джон Кейл — «Suffocation Raga for John Cale» (Tim Hecker Transition) (2012)
- Mogwai — «Rano Pano» (Tim Hecker Remix) (2012)
- Еллен Аллієн — «Sun the Rain» (Tim Hecker Rmx) (2013)
- The Field — «No. No…» (Tim Hecker Mix) (2014)
- Hundred Waters — «Down From the Rafters» (Tim Hecker Remix) (2014)
- Бен Фрост — «Aurora» (2014)
- Dorian Concept — «The Sky Opposite» (Tim Hecker Remix) (2015)
- Interpol — «Twice As Hard» (Remixed By Tim Hecker) (2016)
- Сара Нойфельд — «The Ridge» (2016)
- Майкл Ґордон, Mantra Percussion — «Timber» (Tim Hecker Remix) (2016)
- Бен Лукас Бойсен — «Nocturne 4» (Tim Hecker Remix) (2017)
- Чітосе Хадзіме — «豊年節» (Tim Hecker Remix) (2019)
- Арка — «Cayó» (2022)[36]

## Арт
Гекер час від часу створює звукові інсталяції та співпрацює з такими візуальними художниками, як Стен Дуглас та Чарльз Станкевич.
Гекер, разом з іншими музикантами Беном Фростом і Стівом Гудменом (Kode9) та художниками Пьотром Якубовичем, Марселем Вебером (MFO) і Мануелем Сепульведою (Optigram), створив музику для сенсорної інсталяції фестивалю Unsound, Ephemera.
Гекер написав музику для перформансу Дем'єна Жале «Планета [мандрівник]».

## Фільми
Гекер написав музику до фільму The Free World 2016 року, відібраного для показу в американській конкурсній програмі кінофестивалю «Санденс». Він написав музику до драматичного серіалу Північні води режисера Ендрю Гейга, заснованого на однойменному романі Яна МакҐуайра.
Гекер також написав музику до австрійської драми та фільму жахів Luzifer, який здобув нагороду за найкращу чоловічу роль для Франца Роговського на фестивалі Fantastic Fest у 2021 році, а також нагороду за найкращу жіночу роль для Сюзанни Єнсен та нагороду за найкращу чоловічу роль для Роговського на кінофестивалі в Сіджасі у 2021 році.
Гекер написав музику до фільму канадського режисера Брендона Кроненберга Безмежний басейн 2023 року з Александром Скашгордом і Мією Гот у головних ролях, прем'єра якого відбулася на кінофестивалі «Санденс».